# Mustasalo (ö i Norra Savolax, Kuopio, lat 62,80, long 28,20)
Mustasalo är en ö i Finland. Den ligger i sjön Suvasvesi och i kommunen Kuopio i den ekonomiska regionen  Kuopio ekonomiska region  och landskapet Norra Savolax, i den centrala delen av landet, 300 km nordost om huvudstaden Helsingfors. Öns area är 10,72 kvadratkilometer och dess största längd är 7,9 kilometer i sydöst-nordvästlig riktning.